# Jean Calop
Jean Calop, né le 13 septembre 1945 à Ernée (Mayenne), est un pharmacien français, professeur des universités et membre de l'Académie nationale de pharmacie. Il est « connu pour la centaine de publications et d’ouvrages qu’il a publiés ou coédités, en se penchant notamment sur les approches pédagogiques dans le domaine  de la pharmacie clinique. Il s'est notamment beaucoup intéressé aux relations que le patient peut entretenir avec ses médicaments et où son traitement et sur la méthodologie de l'analyse pharmaceutique des prescriptions et de l'optimisation thérapeutique. Il a initié une recherche avec les sciences de l'éducation pour isoler des éléments importants à prendre en compte pour développer l'éducation thérapeutique médicamenteuse. »
Il a enseigné la pharmacie clinique à l’UFR de pharmacie de Grenoble, et a été responsable du pôle pharmacie au CHU de Grenoble. Actuellement[Quand ?] professeur émérite à l'UFR de pharmacie de Grenoble

## Carrière professionnelle
En 1991, il crée le centre d'assurance de qualité de l'acte pharmaceutique à Grenoble. Vice-doyen chargé de la pédagogie à l’UFR de pharmacie de Grenoble de 1994 à 2002, il s'intéresse à l’évolution des pratiques professionnelles pharmaceutiques de même qu’à l’évolution des méthodes d’enseignement. Il est membre de la commission d’autorisation de mise sur le marché (AMM) de 1992 à 1997.
De 1993 à 1998, il préside l’association des enseignants de pharmacie clinique, participe durant quatre ans à la commission nationale pédagogique des études de pharmacie.
Il a été responsable du pôle pharmacie au CHU de Grenoble, pôle affilié comme laboratoire d’accueil dans le groupe de recherche Themas (techniques pour l’évaluation et la modélisation des actions de santé au sein des laboratoires TIMC (Techniques de l’imagerie de la modélisation et de la cognition). Il y a organisé le diplôme universitaire (DU) de pharmacie clinique.
Depuis sa création en 2011, il a présidé le comité d'évaluation du dossier pharmaceutique,.
En 2012, il est membre du jury du prix Galien de la recherche pharmaceutique.
Jean Calop rappelle qu'« Aucun médicament n'est anodin. En plus de ses effets bénéfiques existe un cortège d'effets indésirables qu'il convient de connaître pour mieux les gérer »

## Ouvrages
Outre les nombreux écrits de Jean Calop en tant qu'universitaire, il est également l'auteur notamment de :
- Les Interférences médicamenteuses, avec Gilles Aulagner, 1989,  (ISBN 978-2-85270-293-6)
- Incompatex 1989- Guide des interactions médicamenteuses et des contre-indications, avec Gilles Aulagner,  (ISBN 978-2-85270-288-2)
- Incompatex 1990- Guide des interactions médicamenteuses et des contre-indications, avec Gilles Aulagner,  (ISBN 978-2-85270-315-5)
- Incompatex 1992- Guide des interactions médicamenteuses et des contre-indications, avec Gilles Aulagner,  (ISBN 978-2-85270-421-3)
- Incompatex 1994- Guide des interactions médicamenteuses et des contre-indications, avec Gilles Aulagner,  (ISBN 978-2-85270-544-9)
- La Pharmacie clinique - pourquoi ? Comment ?, Ellipses, 1998,  (ISBN 978-2-7298-8560-1)
- Pharmacodynamie spéciale- Médicaments anti-infectieux, anticancéreux et cancérogènes agissant sur les processus immunitaires des maladies de la peau, mucolytiques et expectorants, Ellipses, 1998,  (ISBN 978-2-7298-8813-8)
- 50 ordonnances à la loupe, avec Lilia BakirKhodja-Chorfa, septembre 2007, tome 1  (ISBN 978-2-909179-48-3) et tome 2  (ISBN 978-2-909179-39-1)
- Pharmacie clinique et thérapeutique, avec Christine Fernandez et Gilles Aulagner, 4e édition en octobre 2012, 1 336 pages, Elsevier Masson,  (ISBN 978-2-2947-1132-9)
- Exercer la pharmacie autrement, 2018, Les Editions le Moniteur des pharmacies,  (ISBN 9782375190289)

## Distinctions
Il est élu à l’Académie nationale de pharmacie le 5 juin 1996, membre de la 5e section consacrée aux « Sciences pharmaceutiques et juridiques appliquées à la dispensation des médicaments et aux autres produits de santé ».
Il est membre de l'American Society of Health System Pharmacists et de l'Académie royale de Médecine de Belgique et docteur honoris causa de l'Université de Montréal.